# Bernardino Caballero
Bernardino Caballero Melgarejo (ur. 20 maja 1839 w Ybycuí, zm. 26 lutego 1912 w Asunción) – prezydent Paragwaju w latach 1881-86 i założyciel Partii Colorado (Narodowy Związek Republikański – Asociación Nacional Republicana – Partido Colorado). 

## Życiorys
Caballero był potomkiem hiszpańskiej rodziny szlacheckiej; synem Jose Ramona Caballero de Anazco (dalekiego potomka Tupaca Huallpy – marionetkowego króla Inków, obsadzonego na tronie przez hiszpańskich konkwistadorów) oraz jego żony, Melchory Ines Melgarejo y Genes. Caballero był żonaty dwukrotnie: z Maríą de la Concepción Díaz de Bedoya, a później – z Julią de Alvarez.
Caballero urodził się w Ybycuí, wiejskiej gminie w departamencie Paraguarí. W młodości zaciągnął się do armii paragwajskiej. Brał udział w walkach podczas wojny paragwajskiej (tzw. wojny potrójnego sojuszu). W czasie wojny został asystentem prezydenta Francisco Solano Lópeza w Humaita i dzięki swojej lojalności, piął się w górę hierarchii wojskowej. Stopniowo rosło jego znaczenie jako przywódcy ariergardy. Ostatecznie doszedł do stopnia generała.
W 1871 objął tekę ministra wojny. W latach 1878–80 pełnił urząd ministra spraw wewnętrznych.
Po tragicznej śmierci prezydenta Juan Bautisty Gilla w wyniku zamachu w 1877, generał Caballero pomógł swojemu przyjacielowi, Cándido Barreiro ugruntować zdobyte stanowisko prezydenta. Niedługo po śmierci Barreiry w 1880, Caballero przeprowadził zamach stanu i zagarnął prezydenturę dla siebie. Jako że kraj był obciążony wysokim deficytem budżetowym, Caballero przeprowadził prywatyzację większości państwowych majątków ziemskich, zdobywając w ten sposób fundusze.
W 1886 Caballero sfałszował wyniki wyborów prezydenckich, by zapewnić zwycięstwo swojemu sprzymierzonemu kandydatowi, Patricio Escobarowi. W reakcji na fałszerstwo, przeciwnicy generała powołali do życia Partię Liberalną. Caballero wkrótce założył własną Partię Colorado. Po opuszczeniu urzędu prezydenta, Caballero nadal posiadał ogromne wpływy polityczne, ponieważ był głównym dowódcą armii. Faworyzowani przez niego politycy sprawowali władzę w Paragwaju aż do roku 1894, gdy Juan Bautista Eguzquiza obalił rząd Juana Gualberto Gonzáleza. Caballero zorganizował kolejny przewrót w roku 1902. Utorował wtedy drogę do władzy Juanowi Antoniemu Escurrze. Jednak po obaleniu Escurry przez armię argentyńską w 1904, ster państwa przejęli liberałowie.